# Microlomaptera clarki
Microlomaptera clarki är en skalbaggsart som beskrevs av Allard 1995. Microlomaptera clarki ingår i släktet Microlomaptera och familjen Cetoniidae. Inga underarter finns listade i Catalogue of Life.